# Perlongipalpus pinipumilis
Perlongipalpus pinipumilis is een spinnensoort in de taxonomische indeling van de hangmatspinnen (Linyphiidae).
Het dier behoort tot het geslacht Perlongipalpus. De wetenschappelijke naam van de soort werd voor het eerst geldig gepubliceerd in 1991 door Kirill Yuryevich Eskov & Yuri M. Marusik.